# Ткебучава, Леонтий Тонтович
Леонтий Тонтович Ткебучава (28 августа 1927 — 27 марта 1995) — передовик советской угольной промышленности, проходчик горных выработок шахты № 2 комбината «Грузуголь» Министерства угольной промышленности СССР, Грузинская ССР, Герой Социалистического Труда (1971).

## Биография
Родился 28 августа 1927 года в селе Агубедиа (ныне — Ткварчельский район Республики Абхазии) в абхазской семье.
В 1942 году с приближением войны к родным местам наравне со взрослыми помогал перевозить боеприпасы и продовольствие действовавшим в горах Кавказа частям Красной Армии. Доставлял в высокогорное село Псху и прилегающим районам Кубани.
После удаления линии фронта поступил обучаться в школу фабрично-заводского ученичества в городе Ткварчели. С 1943 года трудился на шахте № 1 имени Сталина. Работал сначала подсобным рабочим в бригаде знатного горняка Алябьева. Позже стал бутчиком, навалоотбойщиком, проходчиком и помощником машиниста врубовой машины. Вскоре стал и машинистом, высококвалифицированным горнорабочим. С 1943 года член ВЛКСМ, а с 1946 года член ВКП(б)/КПСС.
В 1946 году был награждён «Знаком Почёта» за успешное выполнение заданий Правительства по угледобычи во время Великой Отечественной войны. Постоянно перевыполнял норму выработки, был в числе передовых горняков.
Указом Президиума Верховного Совета СССР от 30 марта 1971 года за выдающиеся заслуги в выполнении заданий пятилетнего плана по развитию угольной и сланцевой промышленности и достижение высоких технико-экономических показателей Леонтию Тонтовичу Ткебучава присвоено звание Героя Социалистического Труда с вручением ордена Ленина и золотой медали «Серп и Молот».
Избирался депутатом Верховного Совета Грузинской ССР 9-го созыва, был делегатом XXV съезда КПСС, XXVI съезда Компартии Грузии, членом Центрального её комитета, а также членом Абхазского обкома и Ткварчельского горкома КП Грузии.
Проживал в родном селе Агубедиа. Умер 27 марта 1995 года, похоронен на сельском кладбище.

## Награды
За трудовые успехи удостоен:
- золотая звезда «Серп и Молот» (30.03.1971)
- орден Ленина (30.03.1971)
- Орден Знак Почёта (24.02.1946)
- Медаль За трудовое отличие (28.10.1949)
- Медаль За оборону Кавказа (01.05.1944)
- Знак «Шахтёрская слава» I, II и III степени
- другие медали.